# لیندستورم
لیندستورم (انگلیسی: Lindström) شرکت نساجی فنلاندی است، که در سال ۱۸۴۸ تأسیس شد.